# Brandon Underwood
(en) Statistiques sur pro-football-reference
Brandon Dante' Underwood (né le 24 juin 1986 à Hamilton) est un joueur américain de football américain.

## Carrière

### Université
Brandon joue à l'université de Cincinnati avec les Bearcats. Lors de la saison 2008, il s'inscrit sur la liste des joueurs pour le draft de la NFL de l'an prochain.

### Professionnelle
Brandon Underwood est sélectionné lors du draft de la NFL de 2009 au sixième tour, au 187e choix par les Packers de Green Bay. Lors de sa première saison (rookie), il effectue huit tacles, mis à différents postes comme cornerback ou encore safety. En 2010, il effectue trois tacles et remporte le Super Bowl XLV avec les Packers. Il est libéré le 3 septembre 2011 et passe la saison 2011 sans club. Le 16 février 2012, il signe avec les Raiders d'Oakland. En 2013, il rejoint les Cowboys de Dallas mais ne joue aucun match.
Le 9 janvier 2014, il signe avec les Argonauts de Toronto, évoluant en Ligue canadienne de football.